# Belatinc község
Belatinc község (szlovénül Beltinci, vendül Böltinci, régebben Belotinci, németül Fellsdorf) alapfokú közigazgatási egység Szlovéniában, a Muravidéken, a Pomurska statisztikai régióban. Lakosainak száma 8044 fő (2020. július 1.).

## A község települései
A község központja Belatinc (Beltinci), hozzá tartoznak még Hársliget (Lipovci), Kislippa (Lipa), Lendvarózsavölgy (Gančani), Murabaráti (Bratonci), Murahely (Dokležovje), Muramelence (Melinci) és Murasziget (Ižakovci) települések.
Zárójelben a szlovén név szerepel, de legtöbbször a szlovéniai magyarok is ezeket a névváltozatokat használják, mivel a gyakorlatilag tiszta szlovén települések magyar nevüket 6-800 éves fennállásuk után jórészt csak a 19. század végi földrajzinév-magyarosítások idején kapták, és ezek azóta feledésbe merültek.

## Népesség
| Lakosok száma | 8346 | 8382 | 8323 | 8352 | 8343 | 8267 | 8258 | 8257 | 8098 | 8044 |
|               | 2008 | 2009 | 2011 | 2012 | 2013 | 2015 | 2016 | 2017 | 2019 | 2020 |